# Lovely無所不在
《Lovely无所不在》是台湾女性漫畫家顆粒所绘漫画。本作曾获行政院新聞局優良讀物，2010年授權中國大陸登陆《漫友》杂志连载，並于2011年奪得金漫獎「最佳少女漫畫」獎。单行本全三册。漫画讲述幼儿体型的童丹薇在高中开学前一天被连响的帮助，没想到自己却与他同班，正想表白时却被对方说“我是御姐控”。